# ژان ویگو
ژان ویگو (به ایتالیایی: Jean Vigo) (زاده ۲۶ آوریل ۱۹۰۵ - درگذشته ۵ اکتبر ۱۹۳۴) کارگردان فرانسوی که در دههٔ ۱۹۳۰، رئالیسم شاعرانه را بنیان نهاد. او را تاثیرگذار بر موج نوی سینمای فرانسه دانسته‌اند.

## فیلم‌شناسی
- درباره نیس (۱۹۲۹)
- تاریس، قهرمان شنا (۱۹۳۱)
- نمره اخلاق صفر (۱۹۳۳)
- آتالانت (۱۹۳۴)[۱]